# Erik Lamela
Erik Manuel Lamela (Carapachay, 4 maart 1992) is een Argentijns voetballer die bij voorkeur als vleugelspeler speelt. Hij verruilde Tottenham Hotspur in juli 2021 voor Sevilla. Lamela debuteerde in 2011 in het Argentijns voetbalelftal.

## Clubcarrière
Lamela speelde vanaf zijn twaalfde voor de Argentijnse topclub River Plate. Voor deze club maakte Lamela op 14 juni 2009 zijn debuut tegen Tigres. Hij kwam in de 80ste minuut in het veld voor Robert Flores. Zijn eerste doelpunt maakte hij op 5 december 2010 tegen CA Colón.
Nadat Lamela in het seizoen 2010/2011 gedegradeerd was met River Plate, nam de interesse van Europese topclubs toe. Ondanks interesse van Bayern Munchen, Tottenham Hotspur, FC Barcelona en Real Madrid koos Lamela voor AS Roma. AS Roma betaalde een bedrag van twaalf miljoen euro. Op 23 oktober 2011 maakte hij zijn competitiedebuut voor de club, thuis tegen Palermo. In deze wedstrijd maakte Lamela het enige doelpunt van de wedstrijd.
Op woensdag 28 augustus 2013 bereikten AS Roma en Tottenham Hotspur een akkoord over een transfersom van 30 miljoen euro voor Lamela. Vanaf het seizoen 2013/2014 komt Lamela uit voor Tottenham Hotspur.

## Clubstatistieken
| Seizoen | Club              | Competitie       | Competitie | Competitie | Beker | Beker | Internationaal | Internationaal | Overig | Overig | Totaal | Totaal |
| Seizoen | Club              | Competitie       | Wed.       | Dlp.       | Wed.  | Dlp.  | Wed.           | Dlp.           | Wed.   | Dlp.   | Wed.   | Dlp.   |
| ------- | ----------------- | ---------------- | ---------- | ---------- | ----- | ----- | -------------- | -------------- | ------ | ------ | ------ | ------ |
| 2008/09 | River Plate       | Primera División | 1          | 0          | 0     | 0     | 0              | 0              | 0      | 0      | 1      | 0      |
| 2009/10 | River Plate       | Primera División | 1          | 0          | 0     | 0     | 0              | 0              | 0      | 0      | 1      | 0      |
| 2010/11 | River Plate       | Primera División | 34         | 4          | 0     | 0     | 0              | 0              | 0      | 0      | 34     | 4      |
| 2011/12 | AS Roma           | Serie A          | 29         | 4          | 2     | 2     | 0              | 0              | 0      | 0      | 31     | 6      |
| 2012/13 | AS Roma           | Serie A          | 33         | 15         | 3     | 0     | 0              | 0              | 0      | 0      | 36     | 15     |
| 2013/14 | Tottenham Hotspur | Premier League   | 9          | 0          | 2     | 0     | 6              | 1              | 0      | 0      | 17     | 1      |
| 2014/15 | Tottenham Hotspur | Premier League   | 33         | 2          | 5     | 1     | 8              | 2              | 0      | 0      | 46     | 5      |
| 2015/16 | Tottenham Hotspur | Premier League   | 34         | 5          | 2     | 0     | 8              | 6              | 0      | 0      | 44     | 11     |
| 2016/17 | Tottenham Hotspur | Premier League   | 9          | 1          | 2     | 1     | 3              | 0              | 0      | 0      | 14     | 2      |
| 2017/18 | Tottenham Hotspur | Premier League   | 25         | 2          | 6     | 2     | 2              | 0              | 0      | 0      | 33     | 4      |
| 2018/19 | Tottenham Hotspur | Premier League   | 19         | 4          | 5     | 1     | 9              | 1              | 0      | 0      | 33     | 6      |
| 2019/20 | Tottenham Hotspur | Premier League   | 25         | 2          | 5     | 1     | 5              | 1              | 0      | 0      | 35     | 4      |
| 2020/21 | Tottenham Hotspur | Premier League   | 18         | 1          | 4     | 2     | 8              | 1              | 0      | 0      | 30     | 4      |
| Totaal  | Totaal            | Totaal           | 270        | 40         | 36    | 10    | 49             | 12             | 0      | 0      | 355    | 58     |

## Interlandcarrière
Op 25 mei 2011 maakte Lamela zijn debuut voor het Argentinië in de vriendschappelijke wedstrijd tegen Paraguay. In de zomer van 2011 kwam hij voor Argentinië onder 20 uit op het jeugdwereldkampioenschap in Colombia. Op dit toernooi werd Argentinië in de kwartfinale uitgeschakeld door Portugal. Lamela werd met drie doelpunten gedeeld derde op de topscorerslijst.
| Interlands van Erik Lamela voor Argentinië | Interlands van Erik Lamela voor Argentinië | Interlands van Erik Lamela voor Argentinië | Interlands van Erik Lamela voor Argentinië | Interlands van Erik Lamela voor Argentinië | Interlands van Erik Lamela voor Argentinië | Interlands van Erik Lamela voor Argentinië |
| №                                          | Datum                                      | Wedstrijd                                  | Uitslag                                    | Soort wedstrijd                            | Doelpunten                                 |                                            |
| Als speler bij River Plate                 | Als speler bij River Plate                 | Als speler bij River Plate                 | Als speler bij River Plate                 | Als speler bij River Plate                 | Als speler bij River Plate                 | Als speler bij River Plate                 |
| ------------------------------------------ | ------------------------------------------ | ------------------------------------------ | ------------------------------------------ | ------------------------------------------ | ------------------------------------------ | ------------------------------------------ |
| 1.                                         | 25 mei 2011                                | Argentinië – Paraguay                      | 4 – 2                                      | Vriendschappelijk                          | 0                                          |                                            |
| Als speler bij AS Roma                     |                                            |                                            |                                            |                                            |                                            |                                            |
| 2.                                         | 14 juni 2013                               | Guatemala – Argentinië                     | 0 – 4                                      | Vriendschappelijk                          | 0                                          |                                            |
| Als speler bij Tottenham Hotspur FC        |                                            |                                            |                                            |                                            |                                            |                                            |
| 3.                                         | 14 augustus 2013                           | Italië – Argentinië                        | 1 – 2                                      | Vriendschappelijk                          | 0                                          |                                            |
| 4.                                         | 11 oktober 2013                            | Argentinië – Peru                          | 3 – 1                                      | Kwalificatie WK 2014                       | 0                                          |                                            |
| 5.                                         | 15 oktober 2013                            | Uruguay – Argentinië                       | 3 – 2                                      | Kwalificatie WK 2014                       | 0                                          |                                            |
| 6.                                         | 19 november 2013                           | Argentinië – Bosnië en Herzegovina         | 2 – 0                                      | Vriendschappelijk                          | 0                                          |                                            |
| 7.                                         | 3 september 2014                           | Duitsland – Argentinië                     | 2 – 4                                      | Vriendschappelijk                          | 1                                          |                                            |
| 8.                                         | 11 oktober 2014                            | Brazilië – Argentinië                      | 2 – 0                                      | Vriendschappelijk                          | 0                                          |                                            |
| 9.                                         | 12 november 2014                           | Argentinië – Kroatië                       | 2 – 1                                      | Vriendschappelijk                          | 0                                          |                                            |
| 10.                                        | 18 november 2014                           | Argentinië – Portugal                      | 0 – 1                                      | Vriendschappelijk                          | 0                                          |                                            |
| 11.                                        | 6 juni 2015                                | Argentinië – Bolivia                       | 5 – 0                                      | Vriendschappelijk                          | 0                                          |                                            |
| 12.                                        | 20 juni 2015                               | Argentinië – Jamaica                       | 1 – 0                                      | Copa América                               | 0                                          |                                            |

## Erelijst
| Competitie         | Aantal     | Jaren      |
| Sevilla FC         | Sevilla FC | Sevilla FC |
| ------------------ | ---------- | ---------- |
| UEFA Europa League | 1x         | 2022/23    |

Individueel:
- FIFA Ferenc Puskás Award: 2021